# Michael Heinloth
Michael Heinloth (Roth, 9 febbraio 1992) è un ex calciatore tedesco, di ruolo difensore.

## Carriera

### Club
Viene acquistato dal Paderborn nel 2014. Ha fatto il suo debutto in Bundesliga il 20 settembre 2014 contro l'Hannover 96, nella vittoria per 2-0 in casa. Ha giocato i primi 71 minuti, prima di essere sostituito da Stefan Kutschke.